# Christian Braun
Pour les articles homonymes, voir Braun.
Christian Nicholas Braun, né le 17 avril 2001 à Burlington dans le Kansas, est un joueur américain de basket-ball évoluant au poste d'arrière voire d'ailier et mesurant 1,97 m.

## Biographie

### Carrière universitaire
Braun rejoint les Jayhawks du Kansas pour son parcours universitaire. L'équipe (qui comprend aussi Ochai Agbaji, Dajuan Harris Jr. (en), Jalen Wilson, Remy Martin (en) et David McCormack (en)) remporte le tournoi final NCAA 2022 durant lequel Braun joue un rôle important. Il termine sa troisième saison avec les Jayhawks avec des statistiques de 14,1 points, 6,5 rebonds et 2,8 passes décisives. Il est aussi nommé dans la deuxième meilleure équipe de la conférence Big-12.
Braun est parfois décrit comme arrière, parfois comme ailier. Il est reconnu pour ses capacités défensives.

### Carrière professionnelle

#### Nuggets de Denver (depuis 2022)
Il est choisi en 21e position par les Nuggets de Denver lors de la draft 2022.
Braun remporte son premier championnat avec les Nuggets après avoir vaincu le Heat de Miami lors des Finales NBA 2023. Il devient ainsi le 5e joueur de l'histoire de la NBA à remporter un championnat NCAA et NBA lors de saisons consécutives, aux côtés de Bill Russell, Henry Bibby, Magic Johnson et Billy Thompson.

## Palmarès

### Professionnel
- Champion NBA en 2023  avec les Nuggets de Denver
- Champion de la Conférence Ouest en 2023 avec les Nuggets de Denver

### Universitaire
- Champion NCAA (2022)
- Second-team All-Big 12 (2022)
- Big 12 All-Freshman Team (2020)
- Mr. Kansas Basketball (2019)

## Statistiques

### Universitaires
| Saison    | Équipe   | Matchs | Titul. | Min./m | % Tir | % 3pts | % LF | Rbds/m. | Pass/m. | Int/m. | Ctr/m. | Pts/m. |
| --------- | -------- | ------ | ------ | ------ | ----- | ------ | ---- | ------- | ------- | ------ | ------ | ------ |
| 2019-2020 | Kansas   | 31     | 5      | 18,4   | 43,1  | 44,4   | 73,1 | 2,90    | 0,50    | 0,70   | 0,20   | 5,30   |
| 2020-2021 | Kansas   | 30     | 30     | 31,2   | 38,0  | 34,0   | 78,6 | 5,20    | 1,90    | 1,20   | 0,40   | 9,70   |
| 2021-2022 | Kansas   | 40     | 39     | 34,4   | 49,5  | 38,6   | 73,3 | 6,50    | 2,80    | 1,00   | 0,80   | 14,10  |
| Carrière  | Carrière | 101    | 74     | 28,5   | 44,9  | 37,8   | 74,9 | 5,00    | 1,80    | 1,00   | 0,50   | 10,10  |

### Professionnelles
| Champion NBA |

#### Saison régulière
| Saison    | Équipe   | Matchs | Titul. | Min./m | % Tir | % 3pts | % LF | Rbds/m. | Pass/m. | Int/m. | Ctr/m. | Pts/m. |
| --------- | -------- | ------ | ------ | ------ | ----- | ------ | ---- | ------- | ------- | ------ | ------ | ------ |
| 2022-2023 | Denver   | 76     | 6      | 15,5   | 49,5  | 35,4   | 62,5 | 2,38    | 0,78    | 0,54   | 0,22   | 4,74   |
| 2023-2024 | Denver   | 82     | 4      | 20,2   | 46,0  | 38,4   | 69,4 | 3,73    | 1,61    | 0,51   | 0,43   | 7,32   |
| Carrière  | Carrière | 158    | 10     | 18,0   | 50,4  | 37,2   | 72,3 | 3,08    | 1,21    | 0,53   | 0,34   | 6,08   |

#### Playoffs
| Saison   | Équipe   | Matchs | Titul. | Min./m | % Tir | % 3pts | % LF | Rbds/m. | Pass/m. | Int/m. | Ctr/m. | Pts/m. |
| -------- | -------- | ------ | ------ | ------ | ----- | ------ | ---- | ------- | ------- | ------ | ------ | ------ |
| 2023     | Denver   | 19     | 0      | 13,0   | 53,3  | 20,0   | 57,9 | 2,05    | 0,58    | 0,58   | 0,21   | 3,21   |
| 2024     | Denver   | 12     | 0      | 17,0   | 42,6  | 22,2   | 68,8 | 2,67    | 0,75    | 0,17   | 0,42   | 5,08   |
| Carrière | Carrière | 31     | 0      | 14,6   | 47,5  | 21,4   | 62,9 | 2,29    | 0,65    | 0,42   | 0,29   | 3,94   |

## Records sur une rencontre en NBA
Les records personnels de Chritian Braun en NBA sont les suivants, :
| Type de statistique        | Saison régulière | Saison régulière                  | Saison régulière | Playoffs | Playoffs                    | Playoffs      |
| Type de statistique        | Record           | Adversaire                        | Date             | Record   | Adversaire                  | Date          |
| -------------------------- | ---------------- | --------------------------------- | ---------------- | -------- | --------------------------- | ------------- |
| Points                     | 30               | Pacers d'Indiana                  | 6 avril 2025     | 23       | Thunder d'Oklahoma City     | 14 mai 2025   |
| Paniers marqués            | 12               | Pacers d'Indiana                  | 6 avril 2025     | 8        | Thunder d'Oklahoma City     | 14 mai 2025   |
| Paniers tentés             | 19               | @ Pelicans de La Nouvelle-Orléans | 17 novembre 2023 | 14       | 4 fois                      | 4 fois        |
| Paniers à 3 points réussis | 4                | Thunder d'Oklahoma City           | 6 novembre 2024  | 3        | Thunder d'Oklahoma City     | 14 mai 2025   |
| Paniers à 3 points tentés  | 8                | Thunder d'Oklahoma City           | 6 novembre 2024  | 6        | Thunder d'Oklahoma City     | 14 mai 2025   |
| Lancers francs réussis     | 7                | @ Magic d'Orlando                 | 19 janvier 2025  | 4        | @ Timberwolves du Minnesota | 12 mai 2024   |
| Lancers francs tentés      | 7                | 2 fois                            | 2 fois           | 6        | Heat de Miami               | 12 juin 2023  |
| Rebonds offensifs          | 5                | 2 fois                            | 2 fois           | 2        | 4 fois                      | 4 fois        |
| Rebonds défensifs          | 7                | 6 fois                            | 6 fois           | 9        | Thunder d'Oklahoma City     | 14 mai 2025   |
| Rebonds totaux             | 11               | @ Magic d'Orlando                 | 19 janvier 2025  | 11       | Thunder d'Oklahoma City     | 14 mai 2025   |
| Passes décisives           | 7                | 2 fois                            | 2 fois           | 3        | 2 fois                      | 2 fois        |
| Interceptions              | 5                | @ Pelicans de La Nouvelle-Orléans | 15 novembre 2024 | 4        | Suns de Phoenix             | 29 avril 2023 |
| Contres                    | 3                | @ Mavericks de Dallas             | 14 janvier 2025  | 2        | Timberwolves du Minnesota   | 14 mai 2024   |
| Balles perdues             | 3                | 6 fois                            | 6 fois           | 2        | 2 fois                      | 2 fois        |
| Minutes jouées             | 43               | Spurs de San Antonio              | 3 janvier 2025   | 28       | Timberwolves du Minnesota   | 14 mai 2024   |

- Double-double : 6 (dont 2 en playoffs)
- Triple-double : 0

Dernière mise à jour : 14 mai 2025